# Morad

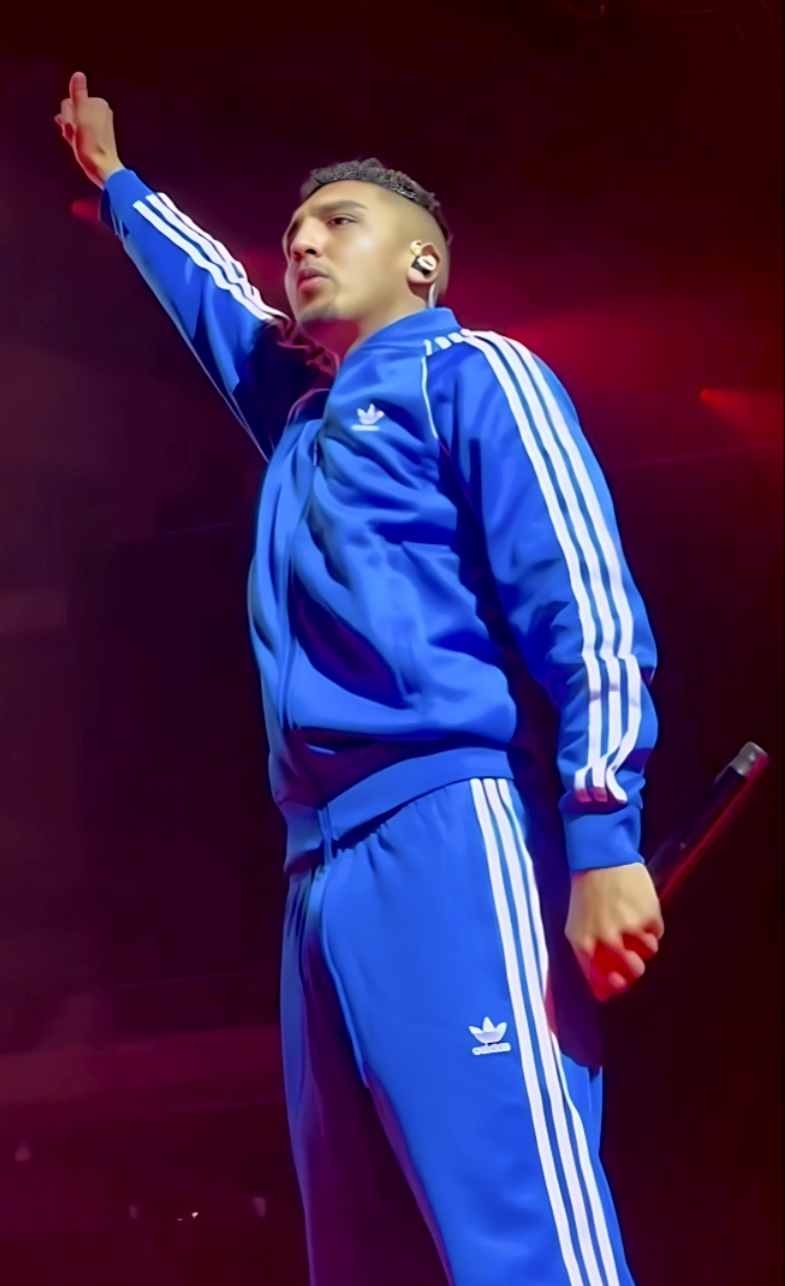
Morad (2023)

Morad El Khattouti El Hormi (* 5. März 1999 in L’Hospitalet de Llobregat, Spanien), bekannt als Morad, ist ein spanischer Rapper aus Katalonien. Seit 2019 ist er in seiner Heimat erfolgreich. Um die Jahreswende 2021/22 hatte er drei Nummer-eins-Hits in den spanischen Charts.

## Biografie
Morads Eltern stammen aus Marokko, er selbst wurde in L’Hospitalet de Llobregat in der Provinz Barcelona geboren. Er wuchs ohne Vater auf und hatte eine schwierige Jugend im Barrio La Florida seiner Heimatstadt, Konflikte mit der Polizei eingeschlossen.
Mit 14 hatte er mit Freunden schon eigene Songaufnahmen über Whatsapp ausgetauscht, aber erst als er volljährig war und über einen Bekannten, den Sänger Beny Jr., Zugang zu einem Aufnahmestudio bekam, startete er seine Karriere. Seinen ersten Song No son de calle veröffentlichte er im Oktober 2018, weitere Songs folgten. Im Jahr darauf veröffentlichte er auch sein erstes Album M.D.L.R. (Abkürzung für Mec De La Rue, Junge von der Straße). Den ersten größeren Erfolg hatte er aber im Spätsommer mit einer Zusammenarbeit mit Skyhook: Der Song A escondidas erreichte Platz 28 der Charts und hielt sich mehrere Monate.
Noch im selben Jahr folgte mit Aguantando sein erster Solohit. In den nächsten beiden Jahren hatte er eine Reihe weiterer Chartsingles, die aber alle außerhalb der Top 20 blieben. Motorola, Soñar und Yo no voy waren in der oberen Charthälfte platziert.
Ende 2021 nahm er mit Bizarrap eine Freestyle-Session auf. Von Bizarrap existiert eine ganze Serie solcher Aufnahmen, die teilweise hohe Platzierungen in den Charts erreicht hatten. Morads Single trug die Nummer 47 und sprang nach einer Woche von Platz 67 auf Platz 1 der spanischen Charts. Das bedeutete seinen endgültigen Durchbruch und schon mit seiner nächsten Solosingle Pelele konnte er zur Jahreswende auf 2022 seinen zweiten Nummer-eins-Hit folgen lassen.

## Diskografie
StudioalbenMorad/Diskografie